# Wilt Chamberlain
Wilton Norman Chamberlain (Philadelphia, 1936. augusztus 21. – Bel Air, Los Angeles, 1999. október 12.) amerikai kosárlabdázó, aki center volt és minden idők egyik legjobbjának tekintik a sport történetében. A Philadelphia/San Francisco Warriors, a Philadelphia 76ers és a Los Angeles Lakers játékosa volt a National Basketball Associationben (NBA). Mielőtt az NBA-ben játszott volna, a Kansasi Egyetem és a Harlem Globetrotters játékosa volt. Chamberlain 216 cm magas volt és 110 kg újoncként, mielőtt 125 kg, majd később 140 kg lett a Lakers játékosaként.
Több rekordot is tart az alapszakaszban pontszerzés és lepattanó kategóriában. Ő az egyetlen játékos, aki elért 100 pontot egy mérkőzésen és 40, illetve 50 pont fölött átlagolt egy szezonban. Hétszer ő szerezte a legtöbb pontot egy szezonban, tizenegyszer a legtöbb lepattanót, kilencszer az övé volt a legmagasabb mezőnygól százalék és egyszer a legtöbb gólpasszt is ő adta. Az egyetlen játékos az NBA történetében, aki legalább 30 pontot és 20 lepattanót átlagolt egy szezonban, mindezt hétszer is megtette. Ezek mellett ő az egyetlen játékos, aki teljes karrierje során legalább 30 pontot és 20 lepattanót átlagolt. Ugyan gyakran a vesztes oldalán állt NBA-döntőknek, sikeres karrierje volt, kétszer is bajnok lett, négyszer volt MVP, Az év újonca volt, egyszer az NBA-döntő MVP-je és tizenhárom All Star, illetve tíz All-NBA csapatba választották be. 1978-ban beiktatták a Naismith Memorial Basketball Hall of Fame-be, illetve beválasztották az NBA 35. évfordulójának csapatába 1980-ban. 1996-ban az NBA történetének 50 legnagyobb játékosa közé választották.
Több beceneve is volt karrierje során, mint Goliath és Wilt the Stilt. Középiskolai karrierje során kapta a The Big Dipper becenevet, amit jobban kedvelt, mint a másik kettőt. Karrierje befejezte után rövid ideig röplabdázott az International Volleyball Association-ben, amelynek elnöke is volt és része a IVA Hírességek Csarnokának is. Sikeres üzletember volt, több könyvet is írt, illetve szerepelt a Conan, a pusztító című filmben.

## Statisztikák
A Basketball Reference adatai alapján.

### Alapszakasz
| Szezon    | Csapat                 | JM   | JP/M  | MG%   | BD%  | LP/M  | GP/M | P/M   |
| --------- | ---------------------- | ---- | ----- | ----- | ---- | ----- | ---- | ----- |
| 1959–60   | Philadelphia Warriors  | 72   | 46.4* | .461  | .582 | 27.0* | 2.3  | 37.6* |
| 1960–61   | Philadelphia Warriors  | 79*  | 47.8* | .509* | .504 | 27.2  | 1.9  | 38.4* |
| 1961–62   | Philadelphia Warriors  | 80*  | 48.5  | .506  | .613 | 25.7* | 2.4  | 50.4  |
| 1962–63   | San Francisco Warriors | 80*  | 47.6* | .528* | .593 | 24.3* | 3.4  | 44.8* |
| 1963–64   | San Francisco Warriors | 80   | 46.1* | .524  | .531 | 22.3  | 5.0  | 36.9* |
| 1964–65   | San Francisco Warriors | 38   | 45.9  | .499* | .416 | 23.5  | 3.1  | 38.9* |
| 1964–65   | Philadelphia 76ers     | 35   | 44.5  | .528* | .526 | 22.3  | 3.8  | 30.1* |
| 1965–66   | Philadelphia 76ers     | 79   | 47.3* | .540* | .513 | 24.6* | 5.2  | 33.5* |
| 1966–67 † | Philadelphia 76ers     | 81*  | 45.5* | .683* | .441 | 24.2* | 7.8  | 24.1  |
| 1967–68   | Philadelphia 76ers     | 82   | 46.8* | .595* | .380 | 23.8* | 8.6* | 24.3  |
| 1968–69   | Los Angeles Lakers     | 81   | 45.3* | .583* | .446 | 21.1* | 4.5  | 20.5  |
| 1969–70   | Los Angeles Lakers     | 12   | 42.1  | .568  | .446 | 18.4  | 4.1  | 27.3  |
| 1970–71   | Los Angeles Lakers     | 82   | 44.3  | .545  | .538 | 18.2* | 4.3  | 20.7  |
| 1971–72 † | Los Angeles Lakers     | 82   | 42.3  | .649* | .422 | 19.2* | 4.0  | 14.8  |
| 1972–73   | Los Angeles Lakers     | 82*  | 43.2  | .727* | .510 | 18.6* | 4.5  | 13.2  |
| Karrier:  | Karrier:               | 1045 | 45.8  | .540  | .511 | 22.9  | 4.4  | 30.1  |

### Rájátszás
| Év       | Csapat                 | JM  | JP/M | MG%  | BD%  | LP/M | GP/M | P/M  |
| -------- | ---------------------- | --- | ---- | ---- | ---- | ---- | ---- | ---- |
| 1960     | Philadelphia Warriors  | 9   | 46.1 | .496 | .445 | 25.8 | 2.1  | 33.2 |
| 1961     | Philadelphia Warriors  | 3   | 48.0 | .489 | .553 | 23.0 | 2.0  | 37.0 |
| 1962     | Philadelphia Warriors  | 12  | 48.0 | .467 | .636 | 26.6 | 3.1  | 35.0 |
| 1964     | San Francisco Warriors | 12  | 46.5 | .543 | .475 | 25.2 | 3.3  | 34.7 |
| 1965     | Philadelphia 76ers     | 11  | 48.7 | .530 | .559 | 27.2 | 4.4  | 29.3 |
| 1966     | Philadelphia 76ers     | 5   | 48.0 | .509 | .412 | 30.2 | 3.0  | 28.0 |
| 1967 †   | Philadelphia 76ers     | 15  | 47.9 | .579 | .388 | 29.1 | 9.0  | 21.7 |
| 1968     | Philadelphia 76ers     | 13  | 48.5 | .534 | .380 | 24.7 | 6.5  | 23.7 |
| 1969     | Los Angeles Lakers     | 18  | 46.2 | .545 | .392 | 24.7 | 2.6  | 13.9 |
| 1970     | Los Angeles Lakers     | 18  | 47.3 | .549 | .406 | 22.2 | 4.5  | 22.1 |
| 1971     | Los Angeles Lakers     | 12  | 46.2 | .455 | .515 | 20.2 | 4.4  | 18.3 |
| 1972 †   | Los Angeles Lakers     | 15  | 46.9 | .563 | .492 | 21.0 | 3.3  | 14.7 |
| 1973     | Los Angeles Lakers     | 17  | 47.1 | .552 | .500 | 22.5 | 3.5  | 10.4 |
| Karrier: | Karrier:               | 160 | 47.2 | .522 | .465 | 24.5 | 4.2  | 22.5 |

## Halála
Chamberlain egész életében küzdött szívproblémákkal. 1992-ben kórházba is került ezek miatt. Ezt követően kezdett el gyógyszereket szedni betegségére. 1999-ben gyorsan rosszabbodott állapota, 23 kg-ot vesztett. Miután hetekkel halála előtt átesett egy fogászati műtéten, nagy fájdalmai voltak és képtelen volt felépülni az általa okozott stresszből. 1999. október 12-én hunyt el Bel-Air-i otthonában, Kaliforniában, 63 évesen. Ügynöke, Sy Goldberg a halál okát pangásos szívelégtelenségként nevezte meg.

## Díjak és elismerések

### Középiskola, egyetem
- Mr. Basketball USA (1955)
- NCAA Tournament Legkiemelkedőbb játékos (1957)
- 2× Consensus All-American Első csapat (1957, 1958)

### NBA
- 2× NBA-bajnok (1967, 1972)
- NBA-döntő MVP (1972)
- 4× NBA Most Valuable Player (1960, 1966–1968)
- 13× NBA All Star (1960–1969, 1971–1973)
- NBA All Star-gála MVP (1960)
- 7× All-NBA Első csapat (1960–1962, 1964, 1966–1968)
- 3× All-NBA Második csapat (1963, 1965, 1972)
- 2× NBA All-Defensive Első csapat (1972, 1973) NBA Az év újonca (1960)
- 7× NBA legtöbb szerzett pont (1960–1966)
- 11× NBA legtöbb lepattanó (1960–1963, 1966–1969, 1971–1973)
- 9× NBA legtöbb játszott perc (1960–1964, 1966–1970)
- 9x NBA legmagasabb mezőnygól százalék (1962, 1963, 1965–1969, 1972–1973)
- NBA legtöbb gólpassz (1968)

### Karrierje után
- Naismith Memorial Basketball Hall of Fame (1978)
- NBA 35. évforduló csapat (1980)
- NBA 50. évforduló csapat (1996)
- 13. az ESPN 20. század legjobb sportolói listán (1999)
- 2. a az ESPN minden idők legjobb centere listán (2007)
- 2. a Slam "Az NBA történetének Top 50 legjobb játékosa" (2009)
- 6. az ESPN minden idők 74 legjobb NBA játékosa listán (2020)

### Visszavonultatott mezszámok
- Kansas Jayhawks – 13
- Harlem Globetrotters – 13
- Golden State Warriors – 13
- Philadelphia 76ers – 13
- Los Angeles Lakers – 13

## NBA-rekordok listája

### Pontszerzés

#### Alapszakasz
- Legtöbb szerzett pont átlagosan egy szezonban (50.4, 1961–1962).
  - Ezek mellett övé a következő három hely is (44.8; 38.4; 37.6).
- Legtöbb pont egy szezonban (4,029, 1961–1962).
  - Ezek mellett a második is ő (3,586, 1962–1963).
- Legtöbb pont egy mérkőzésen (100, a New York Knicks ellen, 1962. március 2.).
- Legtöbb szerzett pont egy félidőben (59, a New York Knicks ellen, 1962. március 2.).
- Legtöbb 50 pontos mérkőzés egy szezonban (45, 1961–1962).
  - Ezek mellett a második is ő (30, 1962–1963). Senki másnak nincs legalább 10.
- Legtöbb 40 pontos mérkőzés egy szezonban (63, 1961–1962).
  - Ezek mellett a második is ő (52, 1962–1963).
- Sorozatban legtöbb pont egy szezonban (sorozatban hétszer).
  - Michael Jordannel együtt.
- Legtöbb 60 pontos mérkőzés karrierje során (32).
  - Kobe Bryant a második (6).
- Legtöbb 50 pontos mérkőzés karrierje során (118).
  - Michael Jordan a második (31).
- Legtöbb 40 pontos mérkőzés karrierje során (271).
  - Michael Jordan a második (173).
- Legtöbb 35 pontos mérkőzés karrierje során (381).
  - Michael Jordan a második (333).
- Sorozatban legtöbb 60 pontos mérkőzés (4; 1962. február 2. és március 2. között).
  - A következő három pozíció is az övé, ő az egyetlen, aki egymás után két mérkőzésen 60 pontot tudott szerezni.
- Sorozatban legtöbb 50 pontos mérkőzés (7; 1961. december 16–29.).
  - A következő három pozíció is az övé.
- Sorozatban legtöbb 40 pontos mérkőzés (14; 1961. december 8–30. és 1962. január 11. – február 1.).
  - A következő hely is az övé.
- Sorozatban legtöbb 30 pontos mérkőzés (65; 1961. november 4. és 1962. február 22. között).
  - A következő hely is az övé (31).
- Sorozatban legtöbb 20 pontos mérkőzés (126; 1961. október 29. és 1963. január 19. között).
  - A következő hely is az övé (92).
- Sorozatban a legtöbb mérkőzés, mikor a játékosok között a legtöbb pontot szerezte (40, 1961-1962).
- Sorozatban legtöbb mérkőzés, mikor ő szerezte a legtöbb pontot csapatában (116).
- Legtöbb szerzett pont átlagosan egy újonc által (37.6, 1959–1960).
- Legtöbb szerzett pont egy újonc által (2,707, 1959–1960).
- Legtöbb szerzett pont egy újonc által egy mérkőzésen (58, 1960. január 25-én és február 21-én).
- Sorozatban legtöbb 40 pontos mérkőzés újoncként (5, 1960 januárjában).
  - Allen Iversonnal együtt.
- Legtöbb szerzett pont első NBA-mérkőzésen (43, 1959. október 24-én a New York Knicks ellen).
- Legkevesebb mérkőzés, hogy elérjen 15,000 pontot (358, elérte 1964-ben).
- Legkevesebb mérkőzés, hogy elérjen 20,000 pontot (499, elérte 1966-ban).
- Legkevesebb mérkőzés, hogy elérjen 25,000 pontot (691, elérte 1968-ban).
- Legkevesebb mérkőzés, hogy elérjen 30,000 pontot (941, elérte 1972-ben).
- Sorozatban legtöbb szezon a legtöbb szerzett mezőnygóllal (7).
  - Michael Jordannel együtt.
- Legtöbb szerzett mezőnygól egy szezonban (1,597, 1961–62).
  - A következő három hely is az övé (1463, 1251, 1204).
- Legtöbb mezőnygól próbálkozás egy szezonban (3,159, 1961–62).
  - A következő négy hely is az övé (2770, 2457, 2298).
- Legtöbb szerzett mezőnygól egy mérkőzésen (36, a New York Knicks ellen, 1962. március 2.).
  - A következő hely is az övé (31).
- Legtöbb mezőnygól próbálkozás egy mérkőzésen (63, a New York Knicks ellen, 1962. március 2.).
  - A következő két hely is az övé (62, 60).
- Legtöbb szerzett mezőnygól egy félidőben (22, a New York Knicks ellen, 1962. március 2.).
- Legtöbb mezőnygól próbálkozás egy félidőben (37, a New York Knicks ellen, 1962. március 2.).
- Legtöbb mezőnygól próbálkozás egy negyedben (21, a New York Knicks ellen, 1962. március 2.).
- Legtöbb szerzett büntető egy mérkőzésen (28, a New York Knicks ellen, 1962. március 2.).
  - Adrian Dantley-vel együtt.
- Legtöbb szezon a legtöbb megpróbált büntetődobással (9).
- Legtöbb szezon sorozatban a legtöbb megpróbált büntetődobással (6, 1959–1965).
- Legtöbb megpróbált büntetődobás egy szezonban (1,363; 1961–1962).
  - A következő négy rekordot is ő tartja (1113, 1054, 1016, 991).
- All Star-rekord: legtöbb megpróbált büntetődobás (16, 1962).
  - A második hely is az övé (15, 1960).

#### Rájátszás
- Legtöbb szerzett pont egy újonc által (53, a Syracuse Nationals ellen, 1960. március 14.).
  - Ugyanezen a mérkőzésen újonc-rekord 35 lepattanót szerzett.
  - Ezek mellett újoncként szerzett 50 pontot a Boston Celtics ellen (1960. március 22.).
- Legtöbb mezőnygól egy hét mérkőzéses sorozatban (113, a St. Louis Hawks ellen, 1964).
- Legtöbb mezőnygól egy mérkőzésen (24, a Syracuse Nationals ellen, 1960. március 14.).
  - John Havlicekkel és Michael Jordannel együtt.
- Legtöbb mezőnygól próbálkozás egy mérkőzésen (48, a Syracuse Nationals ellen, 1962. március 22.)
  - Rick Barry-vel együtt.
- Legtöbb mezőnygól próbálkozás egy három mérkőzéses sorozatban (104, a Syracuse Nationals ellen, 1960).
- Legtöbb mezőnygól próbálkozás egy öt mérkőzéses sorozatban (159, a Syracuse Nationals ellen, 1962).

### Lepattanó

#### Alapszakasz
- Legtöbb lepattanó karrier során (23,924).
- Legtöbb lepattanó karrier során, átlagosan (22.9).
- Legtöbb szezon, amelyben ő szerezte a legtöbb lepattanót (11).
- Legtöbb szezon legalább 1000 lepattanóval (13).
- Legtöbb lepattanó egy szezonban, mérkőzésenként (27.2).
  - A következő két rekordot is ő tartja (27.0 és 25.7).
  - Chamberlain és Bill Russell foglalja el a lista első 18 helyét (9–9).
- Legtöbb lepattanó egy szezonban (2,149, 1960–1961).
  - A következő hat helyet is ő foglalja el.
- Legtöbb lepattanó egy mérkőzésen (55, a Boston Celtics ellen, 1960. november 24.).
  - Bill Russell (tizenegyszer; a legtöbb 51) kivételével csak Nate Thurmond (42) és Jerry Lucas (40) ért el 40-et.
- Legtöbb lepattanó mérkőzésenként újoncként (27.0).
- Legtöbb lepattanó egy szezonban újoncként (1,941).
- Legtöbb lepattanó egy mérkőzésen újoncként (45).
  - Ezek mellett szerzett újonc szezonjában, 43-at, 42-t (kétszer) és 40-et.
- Soha nem átlagolt 18 lepattanónál kevesebbet.
- Az egyetlen játékos, aki egy szezonban több, mint 2000 lepattanót szerzett.

#### Rájátszás
- Legtöbb lepattanó egy rájátszás alatt (444, 1969).
  - A második legtöbb is az övé (437, 1967).
- Legtöbb lepattanó egy mérkőzésen (41, a Boston Celtics ellen, 1967. április 5.).
- Legtöbb lepattanó egy félidőben (26, a San Francisco Warriors ellen, 1967. április 16.).
  - NBA-döntő rekord.
- Legtöbb átlagolt lepattanó egy sorozatban (32.0, a Boston Celtics ellen, 1967).
- Legtöbb lepattanó egy 5 mérkőzéses sorozatban (160, a Boston Celtics ellen, 1967).
- Legtöbb lepattanó egy 6 mérkőzéses sorozatban (171, a San Francisco Warriors ellen, 1967).
  - NBA-döntő rekord.
- Legtöbb lepattanó egy 7 mérkőzéses sorozatban (220, a Boston Celtics ellen, 1965).
- Legtöbb szerzett lepattanó újonc által (35, a Boston Celtics ellen, 1960).
  - Akkor rájátszás-rekord 53 pontot szerzett ugyanezen a mérkőzésen.
- Soha nem szerzett 10-nél kevesebb lepattanót.
- Soha nem átlagolt 20 lepattanónál kevesebbet.

#### Egyéb
- NBA-döntő: Legtöbb lepattanó átlagosan egy karrierben (24.6).
- All Star: Legtöbb lepattanó egy karrierben (197).
- All Star: Legtöbb lepattanó egy félidőben (16, 1960).
  - Bob Pettittel együtt.

### Sokoldalúság
- Legtöbb dupladupla (968).
- Legmagasabb PER egy szezonban (31.82, 1963).
  - A második hely is az övé (31.74, 1962).
- Legtöbb dupladupla sorozatban (227, 1964 és 1967 között).
  - Második (220) és harmadik (133) is.
- Legtöbb tripladupla sorozatban, a rájátszásban (4).
- All Star-gála: Legtöbb dupladupla (7).
- Egyetlen játékos az NBA történetében, akinek egy szezonban a legtöbb pontja és lepattanója volt (ezt hatszor érte el).
- Egyike azon három játékosnak, akinek a legtöbb pontja és a legmagasabb mezőnygól százaléka volt egy szezonban (ezt négyszer érte el).
- Egyetlen játékos az NBA történetében, akinek egy szezonban a legtöbb lepattanója és gólpassza volt (1967–1968).
- Egyetlen játékos az NBA történetében, akinek egy szezonban a legtöbb pontja, legtöbb lepattanója és legtöbb gólpassza.
- Egyetlen játékos az NBA történetében, akinek egy rájátszásban a legtöbb pontja, lepattanója és gólpassza volt.
- Egyetlen játékos az NBA történetében, akinek egy rájátszásban a legtöbb lepattanója és gólpassza volt (1966–1967-es rájátszás).
- Egyike azon két játékosnak az NBA történetében, aki dupla-tripladuplát szerzett (legalább 20, három kategóriában; a Detroit Pistons ellen, 1968).
- Egyetlen játékos az NBA történetében, aki dupla-quadruple-t szerzett (ezt nyolcszor érte el).
  - 1959. november 4.: harmadik mérkőzésén az NBA-ben, 41 pont, 40 lepattanó a Syracuse Nationals ellen.
  - 1960. január 15.: a Boston Celtics ellen, 44 pont, 43 lepattanó.
  - 1960. január 25.: a Detroit Pistons ellen, 58 pont, 42 lepattanó.
  - 1960. február 6.: a Syracuse Nationals ellen, 44 pont, 45 lepattanó.
  - 1961. január 21.: a Los Angeles Lakers ellen, 56 pont, 45 lepattanó.
  - 1961. december 8.: a Los Angeles Lakers ellen, 78 pont, 43 lepattanó.
  - 1962. október 26.: a Detroit Pistons ellen, 50 pont, 41 lepattanó.
  - 1964. november 22.: a Detroit Pistons ellen, 50 pont, 40 lepattanó.
- Az egyetlen center, akinek a legtöbb gólpassza volt a ligában.
- Az NBA történetének legtöbb 30-30-as mérkőzése (legalább 30 pont, 30 lepattanó): 124.
  - Az többi játékos, aki ezt elérte, összesítve 32 ilyen mérkőzést tud felmutatni.
- Egyetlen játékos az NBA történetében, aki legalább 23 pontot, 14 lepattanót és 6 gólpasszt átlagolt egy szezonban (1966–1967 és 1967–1968).
- Egyetlen játékos az NBA történetében, aki 20 pontot és 20 lepattanót átlagolt egy hét mérkőzéses NBA-döntőben (1970).

### Játszott percek

#### Alapszakasz
- Legtöbb szezon, amelyben a legtöbb percet játszotta (8).
- Legtöbb szezon sorozatban, amelyben a legtöbb percet játszotta (5; 1959–1964).
- Legtöbb játszott perc mérkőzésenként egy karrierben (45.8).
- Legtöbb játszott perc egy szezonban (3,882; 1961–1962).
  - A következő négy rekord is az övé (3836, 3806, 3773, 3737).
- Legtöbb játszott perc egy szezonban, mérkőzésenként (48.53; 1961–1962)
  - Ebben a kategóriában az első hét helyezést tudhatja magáénak.
  - 3882 percet játszott ezen szezonban, a lehetséges 3890-ből, amely mérkőzésenként hat másodperc pihenést jelent.
  - Egy kosárlabda mérkőzés hosszabbítás nélkül 48 perc.
- Legtöbb végigjátszott mérkőzés egy szezonban (79 a lehetséges 80-ból, 1961–1962).
- Legtöbb végigjátszott mérkőzés egy szezonban, sorozatban (47, 1961–1962).

#### Rájátszás
- Legtöbb játszott perc mérkőzésenként a rájátszásban, teljes karrier során (47.24).
- Legtöbb játszott perc mérkőzésenként egy sorozatban
- Legtöbb játszott perc mérkőzésenként a rájátszásban, teljes karrier során (47.24).
- Legtöbb játszott perc mérkőzésenként egy sorozatban (49.33, a New York Knicks ellen, 1968).
- Legtöbb játszott perc egy három mérkőzéses sorozatban (144, a Syracuse Nationals ellen, 1961).
- Legtöbb játszott perc egy négy mérkőzéses sorozatban (195, a Cincinnati Royals és az Atlanta Hawks ellen, 1965, illetve 1970).
  - Jerry Lucasszal és Oscar Robertsonnal együtt.
- Legtöbb játszott perc egy hat mérkőzéses sorozatban (296, a New York Knicks ellen, 1968).
- Legtöbb játszott perc egy öt mérkőzéses döntő-sorozatban (240, a New York Knicks ellen, 1973).
- Chamberlain-t soha nem állították ki mérkőzésből 14 éves NBA-karrierje során. 45.8 játszott perce ellenére mindössze 2 szabálytalanságot átlagolt mérkőzésenként.

### Életkor
- Második legidősebb játékos, aki elnyerte az NBA-döntő MVP díjat (35 év, 8 hónap, 14 nap; 1972).
- Második legidősebb játékos, akinek a legtöbb lepattanója volt egy szezonban (36 év, 8 hónap; 1973).
- Második legidősebb játékos, aki 60 pontot szerzett egy mérkőzésen (32 év, 126 nap; a Phoenix Suns ellen, 1969).
  - A legidősebb Kobe Bryant (37 év, 7 hónap, 20 nap).
  - Chamberlain a legidősebb, aki több, mint 60-at szerzett, 66 ponttal.
  - A harmadik és negyedik hely is az övé.

### Pontosság
- Legtöbb szezon sorozatban, amelyben a legmagasabb mezőnygól százaléka volt (5, 1964–1969).
  - Shaquille O’Neallel együtt.
- Legtöbb mezőnygól sorozatban (35, 1967. február 17–28.).
- Legtöbb mezőnygól, hiba nélkül (18, a Baltimore Bullets ellen, 1967).
- Legtöbb kihagyott büntetődobás egy karrierben (5,805).
- Legtöbb kihagyott büntetődobás mérkőzésenként (5.6).
- Legtöbb kihagyott büntetődobás mérkőzésenként, egy szezonban (7.0, 1967-1968).
  - A következő három hely is az övé.
- Legtöbb kihagyott büntetődobás egy szezonban (578, 1967-1968).
  - A következő hat hely is az övé.
- Legtöbb kihagyott büntetődobás egy félidőben (12, a Boston Celtics ellen, 1966).